# Văn Phú (phường)
Văn Phú là một phường thuộc tỉnh Lào Cai, Việt Nam.

## Địa lý
Phường Văn Phú có vị trí địa lý:
- Phía Bắc và phía Đông giáp xã Yên Bình
- Phía Nam giáp tỉnh Phú Thọ
- Phía Tây và Tây Nam giáp phường Âu Lâu
- Phía Tây Bắc giáp phường Nam Cường và phường Yên Bái

## Lịch sử
Địa bàn phường Văn Phú hiện nay trước đây vốn là các xã Văn Phú, Văn Tiến, Tân Thịnh, Văn Lãng thuộc huyện Trấn Yên, xã Phú Thịnh thuộc huyện Yên Bình, phường Yên Thịnh thuộc thị xã Yên Bái.
Ngày 16 tháng 1 năm 1979, Hội đồng Chính phủ ban hành Quyết định số 15-CP về việc phân vạch địa giới hành chính của một số xã thuộc tỉnh Hoàng Liên Sơn. Theo đó, sáp nhập xã Tân Thịnh của huyện Trấn Yên vào thị xã Yên Bái quản lý.
Năm 1981, huyện lỵ Yên Bình được chuyển từ thị trấn Thác Bà đến xã Phú Thịnh.
Năm 1985, tách một phần diện tích của xã Phú Thịnh để thành lập thị trấn Yên Bình, thị trấn huyện lỵ huyện Yên Bình.
Ngày 11 tháng 1 năm 2002, Thủ tướng Chính phủ ra Nghị định số 05/2002/NĐ-CP về việc thành lập thành phố Yên Bái thuộc tỉnh Yên Bái. Phường Yên Thịnh, xã Tân Thịnh trực thuộc thành phố Yên Bái.
Ngày 4 tháng 8 năm 2008, Thủ tướng Chính phủ ra Nghị định số 87/2008/NĐ-CP về việc điều chỉnh địa giới hành chính huyện Trấn Yên để mở rộng thành phố Yên Bái và huyện Yên Bình, tỉnh Yên Bái. Xã Văn Tiến và xã Văn Phú được sáp nhập vào thành phố Yên Bái, xã Văn Lãng được chuyển về huyện Yên Bình quản lý.
Trước khi sáp nhập, xã Văn Phú có diện tích 4,71 km², dân số là 1.839 người, mật độ dân số đạt 390 người/km². Xã Văn Tiến có diện tích 9,02 km², dân số là 2.748 người, mật độ dân số đạt 305 người/km², được chia thành 6 thôn: Nhà Giát, Lưỡng Sơn, Bình Lục, Ngòi Sen, Bình Sơn, Văn Quỳ.
Trước khi sáp nhập, xã Phú Thịnh có diện tích 11,78 km², dân số là 3.110 người, mật độ dân số đạt 264 người/km². Xã Văn Lãng có diện tích 10,64 km², dân số là 2.150 người, mật độ dân số đạt 202 người/km².
Ngày 10 tháng 1 năm 2020, Ủy ban Thường vụ Quốc hội ban hành Nghị quyết số 871/NQ-UBTVQH14 về việc sắp xếp các đơn vị hành chính cấp huyện, cấp xã thuộc tỉnh Yên Bái (nghị quyết có hiệu lực từ ngày 1 tháng 2 năm 2020). Theo đó, sáp nhập toàn bộ diện tích và dân số của xã Văn Tiến vào xã Văn Phú, sáp nhập toàn bộ diện tích và dân số của xã Văn Lãng vào xã Phú Thịnh.
Ngày 16 tháng 6 năm 2025, Ủy ban Thường vụ Quốc hội ban hành Nghị quyết số 1673/NQ-UBTVQH15 về việc sắp xếp các đơn vị hành chính cấp xã của tỉnh Lào Cai năm 2025. Theo đó, sắp xếp toàn bộ diện tích tự nhiên, quy mô dân số của phường Yên Thịnh và các xã Tân Thịnh (thành phố Yên Bái), Văn Phú, Phú Thịnh thành phường mới có tên gọi là phường Văn Phú.